# Élections législatives samoanes de 1948
Des élections législatives se tiennent aux Samoa occidentales le 28 avril 1948, dans le but d'élire la toute première Assemblée législative (Legislative Assembly) du pays. Ces élections constituent la mise en application d'un décret colonial visant la création de l'Assemblée. Les Samoa sont alors un territoire sous administration néo-zélandaise.

## Composition
L'Assemblée compte vingt-six membres, dont seize représentants de la population. Onze d'entre eux sont des autochtones tenant le titre de matai, élus à l'Assemblée par le Fono o Faipule, assemblée autochtone préexistante. Les cinq autres députés sont des « Européens », c'est-à-dire des représentants des Samoans d'ascendance au moins partiellement non-autochtone (généralement des métis), élus par ces derniers,. Les membres non-élus sont l'administrateur colonial néo-zélandais, ses six chefs de départements (ministres), et ses trois fautua, conseillers autochtones, qui sont les trois chefs de plus haut rang du pays.

## Partis politiques et candidats
Un Parti travailliste existe depuis juin 1936, fondé par des métis et mené par Amando Stowers (en), proche du Mau, indépendantiste et défendant les intérêts des travailleurs,,.
En mars 1948, des métis fondent le Parti des citoyens unis, parti « soutenu par les principaux commerçants d'Apia » et dont l'une des fondateurs est Joyce « Billie » Nelson, fille d'Olaf Nelson, le dirigeant du mouvement anti-colonial Mau dans les années 1920 et 1930. Le parti appelle à une modernisation démocratique progressive du pays, dans le respect toutefois des coutumes autochtones samoanes.
Chacun des deux partis présente cinq candidats à ces élections, comme il y a cinq sièges à pourvoir. Neuf personnes s'étant proposées comme candidates pour le Parti des citoyens unis, le parti a organisé un suffrage interne pour en retenir cinq, et a notamment écarté les trois colons nés à l'étranger, pour ne retenir que des candidats nés aux Samoa. Pour ce qui est du Parti travailliste, quatre de ses cinq candidats sont nés aux Samoa, Arno Max Gurau (en) étant un colon allemand établi aux Samoa en 1914.
Un colon néo-zélandais, Percy Morgan (en), se présente comme candidat indépendant, menant une campagne anti-autonomiste et anti-indépendantiste.
La campagne électorale prend la forme de réunions publiques, de tractages et d'interventions à la radio.
Il y a deux députés sortants. Amando Stowers se représente ; Alfred Smyth, figure historique du mouvement Mau, renonce à se représenter en raison de problèmes de santé.

## Résultats

### Membres autochtones
Trente-et-un autochtones sont candidats, le Fono o Faipule étant chargé d'en choisir onze. Le Fono délègue son choix aux trois fautua, les trois grands chefs autochtones (tama'aiga) qui sont les conseillers du gouvernement colonial : Mata'afa Faumuina Fiame  Mulinu'u Ier (en), Malietoa Tanumafili II et Tupua Tamasese Mea'ole. Ces derniers choisissent les onze personnes suivantes, présentent leur choix au Fono, qui le valide : Tofa Tomasi Nauer (en), Leiataua Soloa (en), Fonoti Ioane Brown (en), Vui Manu'a (en), Tuala Tulo (en), Lavea Lala (en), Tualaulelei Mauri (en), Fata Tamati (en), Molio'o Pouli Setu (en), et Afioga Masoe Tulele (en).

### Députés dits «européens»
Les résultats pour les cinq sièges à pourvoir sont les suivants :
| Candidat | Candidat            | Parti                             | Voix | Pourcentage | Résultat |
| -------- | ------------------- | --------------------------------- | ---- | ----------- | -------- |
|          | Eugene Paul         | Parti des citoyens unis           | 568  | 15,8 %      | élu      |
|          | Jacob Helg (en)     | Parti des citoyens unis           | 510  | 14,2 %      | élu      |
|          | Fred Betham         | Parti des citoyens unis           | 468  | 13,1 %      | élu      |
|          | Amando Stowers (en) | Parti travailliste                | 436  | 12,2 %      | réélu    |
|          | Willie Stowers (en) | Parti des citoyens unis           | 383  | 10,7 %      | élu      |
|          | Arno Max Gurau (en) | Parti travailliste                | 342  | 9,5 %       |          |
|          | Sammy Meredith      | Parti des citoyens unis           | 330  | 9,2 %       |          |
|          | Emil Fabricius      | Parti travailliste                | 226  | 6,3 %       |          |
|          | G.J Pritchard       | Parti travailliste                | 129  | 3,6 %       |          |
|          | Percy Morgan (en)   | sans étiquette (anti-autonomiste) | 118  | 3,3 %       |          |
|          | D. Crichton         | Parti travailliste                | 75   | 2,1 %       |          |